# SSSS.Gridman
SSSS.Gridman (reso graficamente SSSS.GRIDMAN) è una serie televisiva anime ispirata alla serie tokusatsu Denkō chōjin Gridman del 1993–1994. La serie è co-prodotta da Tsuburaya Productions, l'azienda dietro al brand Gridman e alla serie di Ultra, insieme allo Studio Trigger. Le due compagnie di produzione hanno collaborato in precedenza alla creazione di un ONA intitolato Denkou choujin Gridman: Boys Invent Great Hero e realizzato per il Japan Animator Expo. La dicitura "SSSS" inclusa nel titolo è un riferimento al titolo Superhuman Samurai Syber-Squad, titolo in inglese dell'adattamento statunitense di Denkou chojin Gridman conosciuto in Italia semplicemente con il titolo Superhuman Samurai. La serie è stata trasmessa in Giappone dal 7 ottobre al 23 dicembre 2018.

## Trama
La storia è incentrata su Yūta Hibiki, uno studente al primo anno delle superiori che soffre di amnesia e vive nella città giapponese immaginaria di Tsutsujidai. Il giovane fa il suo incontro con l'Iper Agente Gridman in un vecchio computer, il quale afferma che il ragazzo ha una missione cui deve adempiere, così da trovare il significato alle sue parole e le cause della perdita di memoria. L'improvvisa apparizione di kaijū finirà con il cambiare la quotidianità di Yūta e dei suoi compagni di classe. Hibiki è in grado di unirsi a Gridman per combattere i kaiju, ma in seguito ai loro attacchi i ricordi delle persone vengono resettati e coloro che muoiono vengono dimenticati. Come "Alleanza Gridman", Yūta e i suoi amici ora si trovano a fermare i kaiju e a scoprire la verità che si cela dietro le scomparse, con l'aiuto dei misteriosi amici di Gridman, i quali possono trasformarsi in armi da poter utilizzare in combattimento.